# تیخونکایا
تیخونکایا (به لاتین: Tikhonkaya) یک منطقهٔ مسکونی در روسیه است که در جمهوری آلتای واقع شده‌است.